# Raymond David
Raymond David (1922-2009) a dirigé les services français de la Société Radio-Canada pendant 14 ans (1968-1982), soit à un moment, pour les Québécois, d'émancipation politique et d'effervescence culturelle  : Charte de la langue française (loi 101), émancipation des femmes, Crise d’Octobre (1970), élection du Parti québécois (1976), référendum sur la souveraineté du Québec (1980). Par son action et sa vision, Raymond David a favorisé la créativité, l’indépendance de la radiodiffusion publique et l’impartialité de son information.

## Les études et le théâtre
Raymond David est né à Montréal dans le quartier Rosemont le 16 décembre 1922. Il se marie le 2 septembre 1950 avec Marie Beaudry. De cette union naissent quatre enfants, dont Michel (1951), chroniqueur politique au journal Le Devoir.
Le jeune Raymond commence ses études classiques au Collège Saint-Ignace et les termine au Collège Sainte-Marie, dirigé par les Jésuites. On le retrouve, entre autres, aux activités théâtrales comme apprenti comédien. Puis, il s’inscrit en lettres à l’Université de Montréal où on lui décerne une maîtrise en littérature française et une licence en lettres en 1948. À l’été 1948, il est délégué par l’Université de Montréal pour se rendre au premier colloque international organisé par l’Entraide universitaire internationale à Sloën en Allemagne.
En 1948, après l’obtention de sa maîtrise en lettres, Raymond David est embauché par le Collège Jean-de-Brébeuf comme professeur titulaire en versification (4e secondaire). Il enseigne le latin, le grec, le français et l’histoire. Parmi ses étudiants, on y retrouve, entre autres, Pierre Bourgault, Robert Bourassa, Jacques Godbout et Richard Drouin,. En parallèle, il donne aussi des cours d’histoire militaire à l’Université de Montréal.
Pendant cette période, il joue au théâtre et signe des articles comme critique dramatique. Dans les années 1960, il fera partie de la troupe des Apprentis sorciers. Il remportera le prix de la meilleure interprétation pour la création du rôle-titre d’Œdipe-Roi, au Festival d’art dramatique du Canada. Il jouera au théâtre tout au long de sa vie.
Plus tard, en 1957, il fera un retour aux études. Il part à Paris avec son épouse et ses enfants pour poursuivre des études de second cycle à l’Institut d’études politiques de Paris, puis il se rend à Londres pour terminer sa formation au London School of Economics.

## 1950-1967: direction de divers services à la Société Radio-Canada
En 1950, il quitte l’enseignement et devient réalisateur à Radio-Collège. Ce programme de Radio-Canada propose des conférences dans des différents domaines notamment l’art, la musique et les sciences. Sa première réalisation, une série sur la biologie, se fera avec le scientifique Fernand Seguin.
Puis, il réalise l’émission Sur toutes les scènes du monde qui propose 20 dramatiques par année. Il obtiendra le « Canadian radio award » en 1951 pour la réalisation de la pièce Meurtre dans la Cathédrale de T.S. Eliot.
En 1953, Raymond David devient directeur de Radio-Collège. Il écrit dans le programme horaire : « Travailler de son mieux à promouvoir la vie de l’esprit, c’est ce que Radio-Collège [recherche] ».  En 1956, l’ensemble des émissions éducatives et d’affaires publiques de la radio, incluant Radio-Collège, passent sous sa direction. En, 1957, il quitte Radio-Canada et part étudier à Paris et à Londres.
En 1958, à son retour, il amorce la mise sur pied du Département de sciences politiques à l’Université de Montréal. Lorsque survient la grève des réalisateurs, il n’est pas à l’emploi de Radio-Canada, mais dès 1959, Marc Thibault, devenu directeur de la radio de Radio-Canada, l’embauche comme cadre de direction. Presque aussitôt, Raymond David est nommé directeur adjoint des programmes de la télévision et à ce titre, il est chargé de négocier la première convention collective entre l’Association des réalisateurs-télévision, nouvellement reconnue, et la Société Radio-Canada.
En 1962, il est nommé chef du service des émissions religieuses, de service public et d’enseignement, où il assumera, entre autres, la direction de l’émission L’Heure du Concile, animée par le père Louis-Marie Régis, dominicain.
Depuis le lancement de la télévision (1952), les réseaux français et anglais sont dirigés à partir d’Ottawa. Il n’y a pas de cadre supérieur en poste à Montréal ou à Toronto. En 1965, une première étape vers l'autonomie est franchie quand Raymond David est nommé directeur général adjoint de la radiodiffusion française. En poste à Montréal, il assume initialement la direction de tous les programmes de radio et de télévision, sauf les programmes d’information qui lui seront confiés plus tard en cours de mandat. Il crée trois directions principales de programmes : radio, télévision et information. Cette structure restera en place pendant plus de 20 ans. Il met aussi sur pied des services de programmation, auxquels il rattache des réalisateurs et à qui il accorde une large autonomie : dramatiques, sports, variétés, jeunesse, émissions religieuses, émissions éducatives, émissions sur l’agriculture et la science, acquisitions externes (films de fiction et documentaires, séries américaines).
Il contribue à la planification de la construction de la Maison de Radio-Canada à Montréal et à l’organisation des services à l’intérieur de la Maison. Il veille à l’installation de toutes les composantes (programmes, finances, communications, ressources humaines, ventes…), puis à l'installation de tous les employés durant la phase finale qui sera complétée le 5 décembre 1973 .
En 1967, il assure la couverture de l’Exposition universelle de Montréal, où il fournira des services à de nombreuses radiotélévisions étrangères.

## 1968-1982: direction des services français de la Société Radio-Canada
L'année 1968 marque une nouvelle étape dans la décentralisation de la Société Radio-Canada. Raymond David est alors nommé vice-président et directeur général des services français, à Montréal, par Laurent Picard vice-président exécutif en poste à Ottawa. C'est alors le premier vice-président des services français en poste à Montréal (et non au siège social à Ottawa).
Il assume alors la direction de tous les services français à l'échelle du Canada, soit le principal centre de production à Montréal, les 13 stations régionales de radio et les 11 stations de télévision, de même que les relations avec les 6 stations affiliées. Les stations affiliées sont de propriété privée; en vertu d’ententes, elles relaient la quasi-totalité de la programmation de la télévision publique. C’est le cas à Sherbrooke, Trois-Rivières, Rimouski, Matane, Rouyn-Noranda et Rivière-du-Loup. Tout comme les stations affiliées de télévision, beaucoup de stations privées de radio diffusent les bulletins de nouvelles de Radio-Canada ainsi qu’une partie de ses programmes.
Dans les provinces à majorité anglophone, le personnel technique et de soutien de la radio et de la télévision française demeure sous la juridiction des services anglais.
Il veille au développement et à l’épanouissement des différents genres d’émissions à l’antenne. Durant cette période de turbulence politique, sociale, économique, il est attentif à maintenir une information impartiale et équilibrée. C’est un motivateur hors pair, un homme qui fait confiance aux employés de la Maison et célèbre leurs succès. La presse anglophone le décrira comme un « intellectual with popular taste ».
Du côté de la radio, en 1975, il préside au retrait de la publicité commerciale, et il fait de même dans les émissions jeunesse à la télévision. Il met sur pied une deuxième chaîne radio pour la culture et la musique dite « sérieuse ». Il s’assure que les auteurs-compositeurs de langue française de musique dite « légère » (surtout la chanson), trouvent aussi leur place, et il en fait une aussi pour les auteurs-compositeurs de musique dite « sérieuse ».  
Raymond David veille à l’accessibilité des signaux (par ondes hertziennes) de langue française partout à travers le pays et donc à l’extension de la diffusion par ce qui s’appellera le « Plan accéléré de rayonnement ». Il veille aussi à l’expansion des services régionaux. Les stations de radio régionales se verront accorder un mandat de production aux meilleures heures d’antenne, le matin et en fin d’après-midi. Toujours du côté des régions, des stations de télévision produiront des bulletins de nouvelles, une émission d’analyse de l’actualité, une émission de service et de variétés, et des contributions à la programmation nationale diffusée sur tout le pays.
Comme porte-parole, on le retrouve, avec son équipe, à plusieurs reprises devant des comités parlementaires du gouvernement fédéral où l'on y traite de radiodiffusion. Il est alors appelé à présenter les projets de Radio-Canada et à les défendre devant le Conseil de la radiodiffusion et des télécommunications canadiennes (CRTC) à l’occasion du renouvellement des licences d’exploitation de Radio-Canada.
Tout au long de sa carrière, il prononcera de nombreuses conférences afin de promouvoir le rôle de la radiodiffusion publique. Il y traitera, entre autres, des liens entre télévision et loisir, de la Maison de Radio-Canada ou encore de la réalité canadienne française,,,,. En 1970, il prononcera une conférence, avant la Crise d’Octobre, devant les membres du Club Richelieu de Montréal, intitulée :  Le journalisme électronique : ses grandeurs et ses misères : "Devant la caméra, la forme de l’événement prend souvent plus d’importance que le fond. Le journaliste qui a décrit dans son journal, au lendemain de la Saint-Jean 1968, le comportement du premier ministre Trudeau demeuré à peu près seul sur l’estrade d’honneur, n’a certes pas produit l’impact de la caméra captant la même scène sur le vif et nous livrant du même coup, avec la teneur de l’événement, la personnalité de celui qui en était l’objet. Il n’y avait là, au plus, que matière à faits divers; la caméra en a fait un document".
Il est très actif au sein d’organisations de la francophonie mondiale. Il y fait la promotion des échanges tant du côté des programmes que de la production et de la diffusion de programmes en langue française : la Communauté des télévisions francophones (CTF), la Conférence internationale des radios-télévisions de langue française (CIRTEF), la Communauté des radios publiques de langue française (CRPLF). Il a aussi représenté Radio-Canada à plusieurs conférences internationales : Rome (1961), Tokyo (1964), Palerme (1966), Séville (1969), etc.
Dès les années 1950, Raymond David se prononce sur la question de la langue française. En 1957, il dira que « la télévision est de nature à fortifier la vie canadienne-française et la langue qui en est l’expression, parce qu’elle est une présence d’un incroyable rayonnement ». En 1965, il facilite la mise sur pied d’un service de linguistique (1965), qui fera école. Aussi, il favorise le parler d’un « bon » français, notamment en souscrivant aux objectifs de l’événement Le mois du français.
Raymond David encourage l’engagement du personnel de Radio-Canada au profit d’organisations « caritatives », entre autres Centraide. Aussi, il assiste à des départs à la retraite, à des lancements de livres, des vernissages. Il était à l’aéroport Dorval lorsque Frédéric Back est revenu d'Hollywood avec un Oscar. Il remet des prix au nom de Radio-Canada et en reçoit. Il présidera à la première opération de Portes ouvertes de la Maison de Radio-Canada.

## 1982: départ de la Société Radio-Canada
En 1982, Raymond David quitte son poste de vice-président des services français. L'annonce sera faite par A.W. Johnson, président de la Société Radio-Canada alors en poste : "Il a apporté des qualités absolument uniques de style, d’intelligence, de perspicacité et de professionnalisme", dira-t-il. Il souligne aussi que sous le mandat de M. David les réseaux français de radio et de télévision se sont étendus à tout le pays.
À son hommage, un numéro spécial de la revue interne de la Société Radio-Canada, Circuit fermé, sera publié, le 7 avril 1982. Une salle du rez-de-chaussée de la Maison de Radio-Canada est identifiée à son nom : la Salle Raymond-David.
Pendant sa retraite, Raymond David s’est signalé auprès de l’Association des retraités de Radio-Canada comme trésorier pendant de nombreuses années (15 ans). Il a contribué à la mise sur pied de l’Association nationale des retraités. Il a aussi tenu quelques rôles au théâtre (Il donnera la réplique à Gilles Pelletier dans la pièce L’Ambassade)  et à la télévision (La bonne aventure, un téléroman de Lise Payette).
Raymond David décède le 17 novembre 2009.

## Prix et distinctions
- 1950 : Prix d'interprétation pour le rôle titre d'Oedipe-roi au Festival d'art dramatique du Canada[31]
- 1952 : Grand prix aux Canadian Radio Award pour la mise en ondes de Meurtre dans la Cathédrale de T.S. Eliot[31]
- 1981 : Membre honoraire de l'Association des cadres de Radio-Canada
- 1982 : Désignation d'une salle à la Maison de Radio-Canada, nommée en son honneur : la Salle Raymond-David[31]
- 1982 : Hommage à Raymond David au Gala du 30e anniversaire de la télévision de Radio-Canada[31]

## Émissions réalisées sous la gouverne de Raymond David

### Télévision

#### Information
- Aujourd’hui (Michelle Tisseyre, Wilfrid Lemoine, Jacques Languirand et autres), Le Téléjournal (Bernard Derome),
- Le Sel de la semaine (Fernand Séguin),
- Format 30 (Louis Martin),
- Format 60 (Michel Pelland),
- Consommateurs avertis (Simon Durivage).
- Émissions spéciales (tant à la radio qu’à la télévision) : élections générales fédérales et provinciales, congrès des partis politiques, conférences fédérales-provinciales, cérémonies officielles, et autres

#### Dramatiques
- Beaux dimanches (Henri Bergeron): la tragédie antique comme classique et les créations contemporaines québécoises, canadiennes et étrangères se retrouvent en compagnie de concerts de musique classique; la comédie classique et de boulevard au Théâtre Alcan

#### Téléromans
- Les Belles histoires des pays d’en haut (Claude-Henri Grignon)
- Moi et l’autre (Roger Garand et Gilles Richer)
- Quelle famille (Janette Bertrand)

#### Sports
- Jeux du Québec
- Jeux du Canada
- Jeux du Commonwealth
- Jeux olympiques (été et hiver)
- Jeux olympiques de Montréal en 1976
- La Soirée du hockey (animation : René Lecavalier)
- Le baseball des Expos
- L’univers des sports (le sport amateur)
- L’Heure des quilles (animation : Yvon Blais)

#### Services
- Femme d’aujourd’hui (animation : Aline Desjardins)
- La Semaine Verte (animation : Yvon Leblanc)
- Second regard (animation : Myra Cree)

#### Variétés
- Boubou dans le métro (animation : Jacques Boulanger),
- Appelez-moi Lise (animation : Lise Payette),
- Les coqueluches (animation : Guy Boucher et Gaston L’Heureux)

#### Jeunesse
- Sol et Gobelet (Marc Favreau et Luc Durand),
- Bobino (Guy Sanche),
- Monsieur Surprise (Pierre Thériault),
- Génies en herbe.